# Trent Alexander-Arnold
Trent John Alexander-Arnold (Liverpool, 7 oktober 1998) is een Engels voetballer die doorgaans speelt als rechtsback voor Real Madrid. Hij stroomde in 2016 door vanuit de jeugdopleiding van Liverpool. Alexander-Arnold debuteerde in 2018 in het Engels voetbalelftal.

## Clubcarrière

### Liverpool
Alexander-Arnold sloot zich op zesjarige leeftijd aan in de jeugdacademie van Liverpool, waar hij aanvoerder was van de U16 en de U18. In 2015 tipte Steven Gerrard hem als een opkomend toptalent in zijn biografie. Tijdens de voorbereiding op het seizoen 2016/17 mocht de Engelsman mee op tournee naar de Verenigde Staten. Op 25 oktober 2016 debuteerde hij in de League Cup, tegen Tottenham Hotspur. In zijn volgende wedstrijd, ook in de League Cup, tegen Leeds United gaf hij de assist op de openingsgoal van Divock Origi. De wedstrijd eindigde in een 2-0 winst. Zijn competitiedebuut maakte hij op 14 december door één minuut voor tijd in te vallen voor dezelfde Origi. Tegen rivaal Manchester United op 15 januari 2017 startte Alexander-Arnold voor het eerst in competitieverband. Aan het eind van het seizoen won hij de 'Young Player of the Season award' bij Liverpool.
In de play-offs voor het Champions League-seizoen van 2017/18 tegen Hoffenheim was de Engelse verdediger voor het eerst doeltreffend. In zijn Europese debuut scoorde hij uit een vrije trap. Onder andere dat doelpunt bracht Liverpool in het hoofdtoernooi van het miljardenbal. Liverpool bereikte daarin voor het eerst in elf jaar de finale met daarin de 19-jarige Alexander-Arnold in de basis, hij werd daarmee de jongste Liverpool-speler die ooit de finale van de Champions League speelde. Liverpool verloor van Real Madrid (3-1). Alexander-Arnold scoorde 3 doelpunten dat seizoen. Naast het doelpunt tegen Hoffenheim scoorde hij ook zijn eerste Premier League-doelpunt tegen Swansea City en vond hij het net tegen NK Maribor. Hij won voor de tweede keer op rij Liverpool's 'Young Player of the Season award'. Hij werd genomineerd voor de Golden Boy-award, waarin hij tweede werd achter Matthijs de Ligt.
Alexander-Arnold speelde op 15 september 2018 zijn vijftigste wedstrijd voor het eerste team van Liverpool. Dit was tegen Tottenham Hotspur, waartegen hij twee jaar daarvoor ook zijn debuut maakte. Op 27 februari 2019 was hij goed voor drie assists in een 5-0 overwinning op Watford (twee op Sadio Mané en eentje op Virgil van Dijk, waarmee hij de jongste spelers ooit werd met die prestatie (20 jaar en 143 dagen). Twee maanden later werd hij de op vier-na-jongste Liverpool-speler met 50 Premier League-wedstrijden, achter Michael Owen, Raheem Sterling, Robbie Fowler en Steven Gerrard. Hij werd dat seizoen genomineerd voor Young Player of the Year, maar verslagen door Sterling. Wel zat hij het PFA Team of the Year samen met teamgenoten Van Dijk, Mané en Andrew Robertson. Richting het einde van het seizoen evenaarde hij het record voor meeste assists voor een verdediger in één seizoen (elf). Later zou hij ook de twaalfde assist geven en daarmee het record voor zichzelf hebben. Robertson eindigde dat seizoen op elf en daarmee werden zij het eerste verdedigingsduo met dubbele cijfers wat betreft assists in één seizoen.
In de halve finale van de Champions League, waarin FC Barcelona de eerste leg met 3-0, won Liverpool met 4-0 door twee goals van zowel Georginio Wijnaldum als Divock Origi. Bij de beslissende goal had Alexander-Arnold een belangrijk aandeel door een corner snel voor te geven op Origi, die ongedekt binnen kon schieten. Alexander-Arnold won op 1 juni 2019 zijn eerste prijs met Liverpool, de UEFA Champions League. Zijn ploeggenoten en hij wonnen in de finale met 2–0 van Tottenham Hotspur. Hij werd de jongste speler om in twee achtereenvolgende CL-finales te staan en brak het record van Christian Panucci uit 1995. 
Aan het begin van het seizoen 2019/20 gaf hij voor de vijfde opeenvolgende Premier League-wedstrijd een assist, waarmee hij de achtste speler uit de geschiedenis werd om dat te doen en de eerste namens Liverpool. Hij won op 14 augustus de FA Community Shield van Chelsea en was een van de vijf Liverpool-spelers die zijn penalty benutte. Op 2 november werd hij met 21 jaar en 26 dagen de op drie-na-jongste Liverpool-speler met 100 wedstrijden, na Owen, Sterling en Fowler. Hij gaf die wedstrijd tegen Aston Villa bovendien een assist. Een maand later werd hij 19'de in de Ballon d'Or, waarmee hij de beste vleugelverdediger was. Hij gaf een assist in het Wereldkampioenschap voetbal voor clubs-duel met CF Monterrey en won de finale tegen CR Flamengo. Terug in Engeland scoorde Alexander-Arnold één goal, gaf hij twee assists en kreeg hij een penalty mee in een 4-0 overwinning op nummer twee Leicester City. Hij werd die maand benoemd tot Premier League Player of the Month, als eerste back sinds Micah Richards in 2007. Verder werd hij opgenomen in het 2019 UEFA Team of the Year. Dat seizoen haalde hij voor de tweede keer achter elkaar de dubbele cijfers wat betreft assists, als eerder verdediger in de geschiedenis van de Premier League.
Hij gaf tegen het einde van het seizoen zijn 25'ste PL-assist, waarmee hij na Cesc Fàbregas en Wayne Rooney de op twee-na-jongste speler werd om dat aantal te halen. Dat seizoen won Liverpool voor het eerst in dertig jaar de titel, waar Alexander-Arnold met vier goals en dertien assists een behoorlijk aandeel in had. Hij won de prijs voor Premier League Young Player of the Season en werd opgenomen in het Team of the Year.
Op 9 december 2020 werd Trent tegen FC Midtjylland de jongste speler die aanvoerder was van Liverpool in een Europese wedstrijd. Later die maand werd hij opgenomen in het FIFA FIFPro Men's World 11 samen met teamgenoten Alisson Becker, Van Dijk en Thiago Alcántara. Op 16 december 2021 scoorde Liverpool in een 3-1 overwinning op Newcastle United, wat de 2000'ste overwinning was van Liverpool op het hoogste niveau van Engeland. In mei 2022 won Trent de FA Cup-finale van Chelsea, waarmee hij de jongste speler ooit werd met zes verschillende prijzen (FIFA Club World Cup, UEFA Champions League, Premier League, FA Cup, EFL Cup). Hij werd 22'ste in de Ballon d'Or 2022, terwijl Liverpool net een iconische quadruple mis te lopen, door de beide bekers te winnen, maar de Champions League-finale te verliezen van Real Madrid en nipt tweede te worden in de competitie. Trent werd wel opgenomen in het CL Team of the Season.
Aan het begin van het seizoen 2023/24, na het vertrek van Jordan Henderson en James Milner, werd Trent tweede aanvoerder achter Van Dijk. Op 10 februari 2024 werd hij de verdediger met de meeste assists in de Premier League. Hij nam dat record over van Robertson.
Op 5 mei 2025 maakte Alexander-Arnold bekend dat hij Liverpool aan het einde van het huidige seizoen zal verlaten, waarmee er een einde komt aan zijn twintigjarige dienstverband bij de club.

### Real Madrid
Op 30 mei 2025 kondigden zowel Real Madrid als Liverpool het vertrek van Alexander-Arnold bij Liverpool en zijn komst naar de Madrilenen aan. Hij tekende een contract tot medio 2031. Real Madrid betaalde Liverpool tien miljoen euro, ondanks dat Trent transfervrij vertrok, zodat hij eerder als speler van de Madrilenen geregistreerd kon worden en kon deelnemen aan de FIFA World Cup.

## Clubstatistieken
| Seizoen | Club        | Competitie       | Competitie | Competitie | Competitie | Beker | Beker | Beker | Europa | Europa | Europa | Totaal | Totaal | Totaal |
| Seizoen | Club        | Competitie       | Wed.       | Dlp.       | Ass.       | Wed.  | Dlp.  | Ass.  | Wed.   | Dlp.   | Ass.   | Wed.   | Dlp.   | Ass.   |
| ------- | ----------- | ---------------- | ---------- | ---------- | ---------- | ----- | ----- | ----- | ------ | ------ | ------ | ------ | ------ | ------ |
| 2016/17 | Liverpool   | Premier League   | 7          | 0          | 0          | 5     | 0     | 1     | —      | —      | —      | 12     | 0      | 1      |
| 2017/18 | Liverpool   | Premier League   | 19         | 1          | 1          | 2     | 0     | 0     | 12     | 2      | 1      | 33     | 3      | 2      |
| 2018/19 | Liverpool   | Premier League   | 29         | 1          | 12         | —     | —     | —     | 11     | 0      | 4      | 40     | 1      | 16     |
| 2019/20 | Liverpool   | Premier League   | 38         | 4          | 13         | 1     | 0     | 0     | 10     | 0      | 2      | 49     | 4      | 15     |
| 2020/21 | Liverpool   | Premier League   | 36         | 2          | 7          | 1     | 0     | 0     | 8      | 0      | 2      | 45     | 2      | 9      |
| 2021/22 | Liverpool   | Premier League   | 32         | 2          | 12         | 6     | 0     | 3     | 9      | 0      | 4      | 47     | 2      | 19     |
| 2022/23 | Liverpool   | Premier League   | 37         | 2          | 10         | 3     | 1     | 1     | 7      | 1      | 0      | 47     | 4      | 11     |
| 2023/24 | Liverpool   | Premier League   | 28         | 3          | 5          | 4     | 0     | 4     | 5      | 0      | 2      | 37     | 2      | 11     |
| 2024/25 | Liverpool   | Premier League   | 31         | 3          | 7          | 3     | 1     | 0     | 8      | 0      | 1      | 42     | 4      | 8      |
| 2025/26 | Real Madrid | Primera División | 0          | 0          | 0          | 0     | 0     | 0     | 0      | 0      | 0      | 0      | 0      | 0      |
| TOTAAL  | TOTAAL      | TOTAAL           | 257        | 18         | 67         | 25    | 2     | 9     | 70     | 3      | 16     | 352    | 22     | 92     |

## Interlandcarrière
Alexander-Arnold kwam uit voor meerdere Engelse nationale jeugdelftallen. Bondscoach Gareth Southgate nam hem op in de Engelse selectie voor het WK voetbal 2018 in Rusland. Met zijn negentien jaar was hij de jongste speler in de 23-koppige spelersgroep. Alexander-Arnold maakte op donderdag 7 juni 2018 zijn debuut in het Engels voetbalelftal, in een oefeninterland tegen Costa Rica (2-0) in Leeds, net als doelman Nick Pope. Hij begon de basis en moest na 64 minuten plaatsmaken voor Kieran Trippier. Alexander-Arnold maakte zijn debuut op een wereldkampioenschap bij een 1-0 verlies tegen België toen beide ploegen zich al hadden verzekerd van een plaatsje bij de laatste 16. Hij werd daarmee de vierde Engelse tiener die startte op een WK. Het was zijn enige wedstrijd op dat toernooi, waarin Engeland op een vierde plaats eindigde. Alexander-Arnold maakte op 15 november 2018 zijn eerste interlanddoelpunt. Hij zorgde die dag voor de 2–0 in een met 3–0 gewonnen oefeninterland tegen de Verenigde Staten, die als afscheid voor Wayne Rooney diende.
Alexander-Arnold werd op 6 juni 2024 door Southgate opgenomen in de Engelse selectie voor het EK 2024 in Duitsland. Engeland bereikte de finale, die het met 2–1 verloor van Spanje. Alexander-Arnold kwam op het toernooi in vier wedstrijden in actie en benutte de winnende strafschop van de penaltyserie tegen Zwitserland in de kwartfinales.

## Erelijst als speler
| UEFA Champions League | 1× | 2018/19          |
| UEFA Super Cup        | 1× | 2019             |
| FIFA Club World Cup   | 1× | 2019             |
| Premier League        | 2× | 2019/20, 2024/25 |
| EFL Cup               | 2× | 2021/22, 2023/24 |
| FA Cup                | 1x | 2021/22          |
| FA Community Shield   | 1× | 2022             |